# SunGard
SunGard est une société multinationale basée à Wayne, en Pennsylvanie. C'est un des fournisseurs mondiaux majeurs de solutions informatiques intégrées pour les institutions financières, le secteur éducatif, et le secteur public.

## Historique
Elle a été créée en 1983, en tant que spin-off du service informatique de la division de Sun Oil Company. La société compte plus de 25 000 clients répartis dans plus de cinquante pays. Le nom de la société se compose des initiales de « Sun Guaranteed Access to Recovered Data ». 
SunGard a racheté la société suisse Genix Systems AG en 2009.
SunGard est un des principaux sponsors de l'équipe Saxo Bank Pro Cycling Team.